# 未来航海-Sailing-
「未来航海 -Sailing-」（みらいこうかい・セイリング）は、1984年4月3日にビクター音楽産業より発売された荻野目洋子のデビュー・シングル。

## 概要
本作は、小学生ユニット「ミルク」での活動や声優活動を経て、歌手・荻野目洋子としてのソロ・デビューシングルとなった。デビュー当時のキャッチ・フレーズは、糸井重里の考案による ″ハートは、まっすぐ。″ 
荻野目は「ミルク」での活動時にはまだ世の中のことは何も分からず、ただ「楽しいな」としか思っていなかったと話すが、ソロデビューの日は全然違っていたといい、緊張感やプレッシャーを感じながらデビュー当日を迎え、「これから本格的に一人で歌っていくんだ、というそんな気持ちだったことを覚えています」と振り返っている。また、レコーディングの時に「レコードは自分の声が刻み込まれて買ってくれる人は何回もそれを聴くのだから、最高だと思えるものを刻まないと申し訳ないと思う」とコメントしている。
初のファンイベント「未来航海洋上キャンペーン〜ミステリー・セイリング」（竹芝桟橋〜久里浜）のほか、各地でキャンペーンを行った。
テレビ番組では、フジテレビ系『夜のヒットスタジオ』（1984年4月23日）『オレたちひょうきん族』（1984年5月12日、「ひょうきんベストテン」今週のスポットライト）、日本テレビ系『ザ・トップテン』（1984年5月7日、話題曲コーナー）等に出演し歌唱している。
この曲で第3回メガロポリス歌謡祭にて優秀新人エメラルド賞を受賞した。

## 収録曲
1. 未来航海-Sailing-（3分15秒）
作詞：神田ヒロミ／作曲：島津行良／編曲：萩田光雄
2. 流星少女（4分6秒）
作詞：阿木燿子／作曲：小田裕一郎／編曲：萩田光雄